# Thyas subhonesta
Thyas subhonesta är en fjärilsart som beskrevs av Embrik Strand 1914. Thyas subhonesta ingår i släktet Thyas och familjen nattflyn. Inga underarter finns listade i Catalogue of Life.